# 公估局
公估局是清朝中期以降至民國初年間存在的機構，負責鑑定銀兩的重量和成色是否符合規制並有核准流通市面之權。公估局有公辦和商辦兩種，多分布在大城市和商埠，每地僅限設置一局。1933年因國民政府實施廢兩改元導致其原有功能喪失而關閉。